# 레부스 원리
레부스 원리(영어: Rebus)란 삽화를 사용하여 문자와 구를 묘사하기 위하여 개별 글자를 조합하는 것이다. 예를 들면 ‘belief(믿음)’를 상형글자로 새롭게 만들어야 한다고 가정하자. 추상적인 개념이기에 그리는 것이 쉽지 않다. 누군가 발음을 고려하여 ‘bee(꿀벌)’과 ‘leaf(나뭇잎)’의 그림을 나란히 그려 놓고 ‘belief’라고 소리 내어 읽기 시작했다. 시간이 흐름에 따라 bee와 leaf가 결합한 글자는 더 이상 ‘꿀벌’과 ‘나뭇잎’이라는 각각의 의미는 잊히고, belief 로만 기억하게 된다. 이것이 소리글자의 기원이다.
언어학에서 레부스 원리는 새로운 단어를 나타내기 위해 의미와 관계없이 소리에만 픽토그램과 같은 기존 기호를 사용하는 것이다. 많은 고대 문자 체계는 추상적인 단어를 표현하기 위해 사용한다. 예를 들면 "I can see you"라는 문장을 "eye-can-sea-ewe"의 상형 문자를 사용하여 표현하는 것이다.

## 같이 보기
- 딩뱃
- 이모지
- 복면산
- 비주얼 펀